# Mark Spörrle
Mark Spörrle  (* 18. August 1967 in Flensburg)  ist ein deutscher Autor und Journalist.

## Leben
Spörrle ist Autor, Redakteur und stellvertretender Chef vom Dienst bei der Wochenzeitung Die Zeit, verfasste auf Zeit Online die satirische Kolumne Familienglück und im Hamburg-Teil der Zeit die Stadtkolumne Warum funktioniert das nicht?  Bis Januar 2019 war er Herausgeber des von ihm entwickelten Zeit-Newsletters Elbvertiefung, der sich werktäglich mit lokalen Themen aus dem Raum Hamburg beschäftigt. Er ist mehrfacher erfolgreicher Buchautor. Der satirische Bahnführer „Senk ju vor träwelling – Wie Sie mit der Bahn fahren und trotzdem ankommen“ (2008), den Spörrle mit Co-Autor Lutz Schumacher verfasste, stand mehr als ein Jahr lang auf der Spiegel-Bestsellerliste, sein ironisches Weihnachtsbuch »Aber dieses Jahr schenken wir uns nichts!« und die schräge Kurzgeschichtensammlung »Ist der Herd wirklich aus?« avancierten zu Longsellern. Mark Spörrle absolvierte die Deutsche Journalistenschule, entwickelte  Fernsehsendungen, darunter einen Formatvorläufer der satirischen Wochenschau RTL Samstag Nacht und arbeitete für das Magazin der Süddeutschen Zeitung und Die Woche. Er ist Sohn des Film- und Fernsehschauspielers Günter Spörrle.

## Werke (Auswahl)
- „Ist der Herd wirklich aus?“ Irrwitzige Geschichten aus dem wahren Leben. Mit Illustrationen von Sabine Völkers. Rowohlt-Taschenbuch-Verlag, Reinbek bei Hamburg 2006, ISBN 3-499-33236-1.
- „Wer hat meine Hemden geschrumpft?“ Neue Geschichten aus dem wahren Leben. Mit Illustrationen von Sabine Völkers. Rowohlt-Taschenbuch-Verlag, Reinbek bei Hamburg 2007, ISBN 978-3-499-33253-1.
- „Aber dieses Jahr schenken wir uns nichts!“ Geschichten vom weihnachtlichen Wahnsinn. Mit Illustrationen von Sabine Völkers. Rowohlt-Taschenbuch-Verlag, Reinbek bei Hamburg 2008, ISBN 978-3-499-24720-0
- mit Lutz Schumacher: „Senk ju vor träwelling“. Wie Sie mit der Bahn fahren und trotzdem ankommen. Herder-Verlag, ISBN 3-451-29809-0
- mit Lutz Schumacher: „Senk ju vor träwelling“ – 2. Folge des Bestsellers: Neue Tipps zum Überleben in der Bahn. Herder, Freiburg 2009, ISBN 978-3-451-30121-6
- mit Lutz Schumacher: „Wie wisch ju a plessant dschörni.“ Kuriositäten aus dem Bahnalltag. Mit Fotografien von Bertram Walter. Herder, Freiburg Br. / Basel / Wien 2009, ISBN 978-3-451-30169-8
- mit Kathrin Sabeth Ohl: „Normal ist das dicht!“ Hilfe, Handwerker – ein Überlebensführer. Herder, Freiburg im Breisgau 2009, ISBN 978-3-451-29856-1
- Weg da, das ist mein Handtuch! Auf der Suche nach dem perfekten Urlaub. Malik/Piper, München 2011, ISBN 978-3-89029-395-0
- mit Lutz Schumacher: Der Anschlusszug kann leider nicht warten. Goldmann, 2011, ISBN 978-3-442-15711-2
- Kommt Oma auf den Kompost, wenn sie tot ist? Die besten „Familienglück-Kolumnen“. Piper, 2013, ISBN 978-3-492-30345-3
- Gebrauchsanweisung für die Deutsche Bahn. Piper, 2016, ISBN 978-3-492-27687-0
- mit Claas Tatje: Tschusing Deutsche Bahn Today, Lübbe, 2021 ISBN 978-3431050158
- Unten ohne: Geschichten aus dem Homeoffice, Heyne Verlag, 2021, ISBN 978-3453426092